# Suède aux Jeux olympiques d'hiver de 1928
Cet article contient des informations sur la participation et les résultats de la Suède aux Jeux olympiques d'hiver de 1928 à Saint-Moritz en Suisse. La Suède était représentée par 24 athlètes. 
La délégation suédoise a récolté en tout 5 médailles : 2 d'or, 2 d'argent et 1 de bronze. Elle a terminé au 3e rang du classement des médailles.

## Médailles
| Médaille                            | Nom                                 | Sport               | Compétition          |
| ----------------------------------- | ----------------------------------- | ------------------- | -------------------- |
| Médaille d'or, Jeux olympiques      | Per-Erik Hedlund                    | Ski de fond         | 50 kilomètres hommes |
| Médaille d'or, Jeux olympiques      | Gillis Grafström                    | Patinage artistique | Individuel hommes    |
| Médaille d'argent, Jeux olympiques  | Gustaf Jonsson                      | Ski de fond         | 50 kilomètres hommes |
| Médaille d'argent, Jeux olympiques  | Équipe de Suède de hockey sur glace | Hockey sur glace    | Hommes               |
| Médaille de bronze, Jeux olympiques | Volger Andersson                    | Ski de fond         | 50 kilomètres hommes |